# James Eto'o
Pour l’article homonyme, voir Eto'o.
James Armel Eto'o Eyenga, né le 19 novembre 2000 à Yaoundé au Cameroun, est un footballeur international camerounais qui évolue au poste de milieu de terrain au PFK CSKA Sofia.

## Biographie

### Carrière en club
Eto'o commence sa carrière au sein du club camerounais de Musango avant de rejoindre le centre de formation du FC Nantes en 2018. Lors de la saison 2019-2020, il fait partie de l'équipe réserve de Nantes, disputant huit matchs en National 2. 
En 2020, il signe avec l'US Boulogne, club de National, où il accumule 25 apparitions lors de la saison 2020-2021. 
En septembre 2021, il rejoint le Botev Plovdiv, club de première division bulgare. Durant son passage, il participe à 85 rencontres de championnat et marque deux buts. Il contribue notamment à la victoire du club en Coupe de Bulgarie lors de la saison 2023-2024.
Le 2 septembre 2024, Eto'o est transféré au CSKA Sofia pour un montant d'un million d'euros, avec un contrat courant jusqu'en juin 2027.

### En sélection
Eto'o est cité dans une liste élargie du Cameroun pour la Coupe du monde 2022, mais n'est pas retenu dans le groupe final.
C'est en mars 2025 qu'il est finalement appelé en équipe nationale, inclus par Marc Brys dans l'équipe qui disputera deux matchs de qualification pour la Coupe du monde 2026.
Il joue son premier match avec le Cameroun le 6 juin 2025, titularisé en amical face à l'Ouganda.

## Palmarès
| PFK Botev Plovdiv - Coupe de Bulgarie (1) : - Vainqueur en 2024. |  | CSKA Sofia - Coupe de Bulgarie : - Finaliste en 2025 |